# Siversted Sogn
Siversted Sogn (på tysk Kirchspiel Sieverstedt) er et sogn i Sydslesvig. Sognet lå i Ugle Herred (Flensborg Amt), nu i kommunen Siversted i Slesvig-Flensborg Kreds i delstaten Slesvig-Holsten. Et kåd i Sønder Smedeby hørte under Bollingsted Fogderi, Gottorp Amt. Sognet hed tidligere Stenderup Sogn.
I Siversted Sogn findes flg. stednavne:
- Hedehus el. Hedehuse
- Hegned (Hain)
- Hjalm (Jalm)
- Krittenborg (Krittenburg)
- Norhøj el. Nordhøj
- Popholt
- Siversted (Sieverstedt)
- Skovkro (eller Sønderskovkro, i denne holdtes Ugle Herreds ting)
- Stenderup
- Stenderupå
- Stenderupbusk
- Stenderupmark
- Sønder Smedeby (Süderschmedeby)
- Torvold (Thorwald)
- Østersig